# Chrysina halffteri
Chrysina halffteri är en skalbaggsart som beskrevs av Moron 1990. Chrysina halffteri ingår i släktet Chrysina och familjen Rutelidae. Inga underarter finns listade i Catalogue of Life.